# Szlak Puszczy Wkrzańskiej

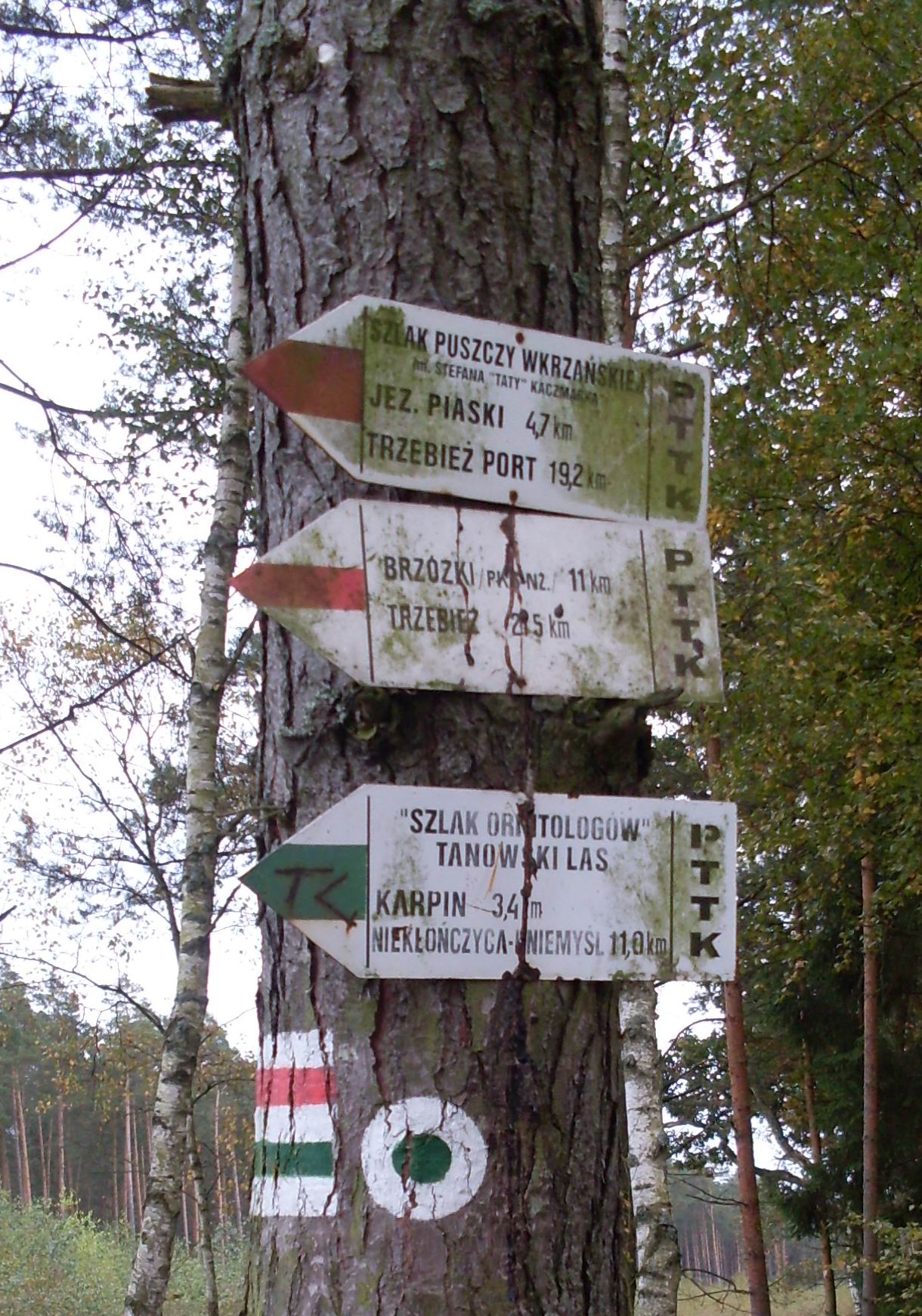
Szlak Puszczy Wkrzańskiej im. Stefana „Taty” Kaczmarka

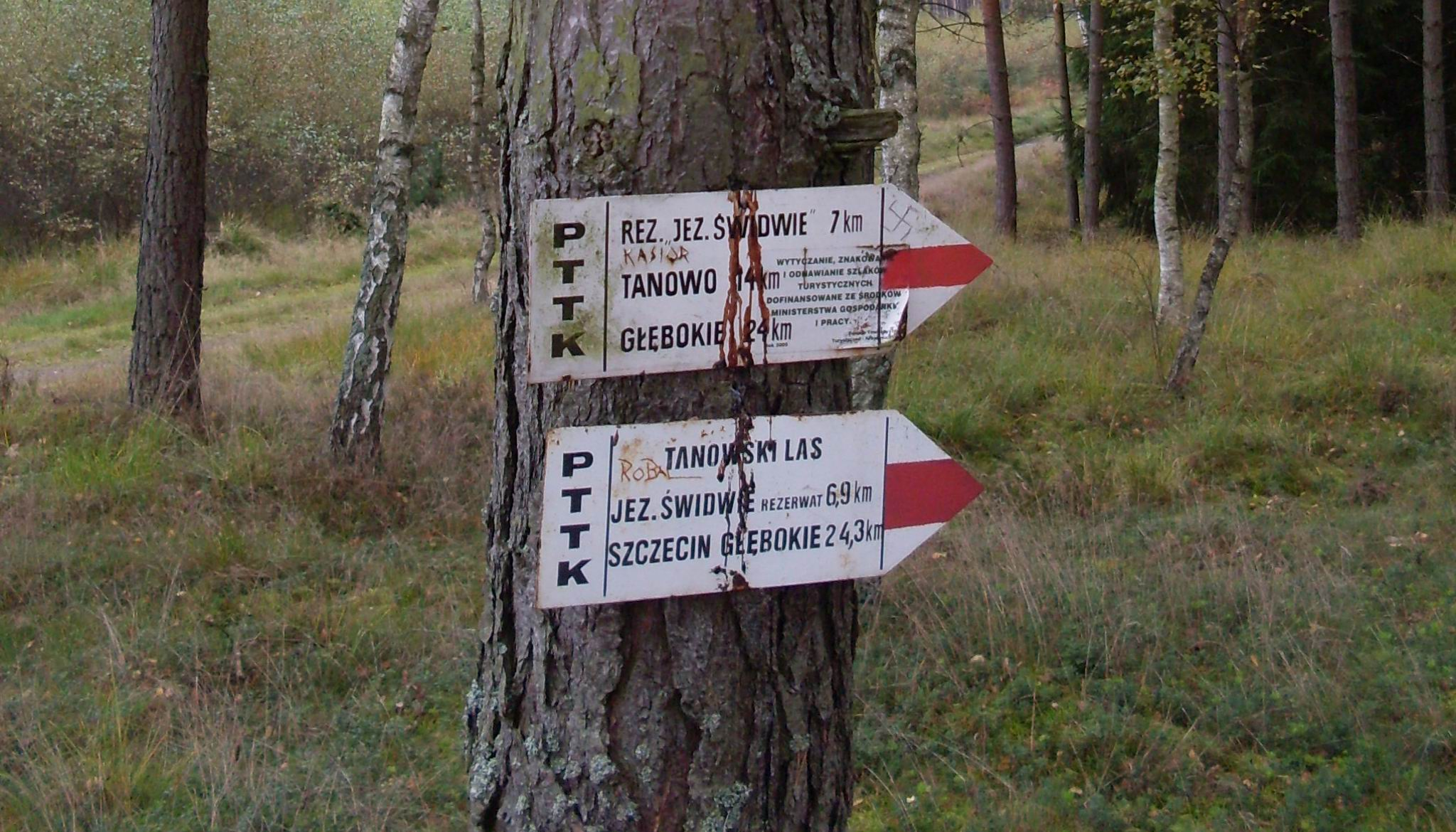
Szlak Puszczy Wkrzańskiej im. Stefana „Taty” Kaczmarka

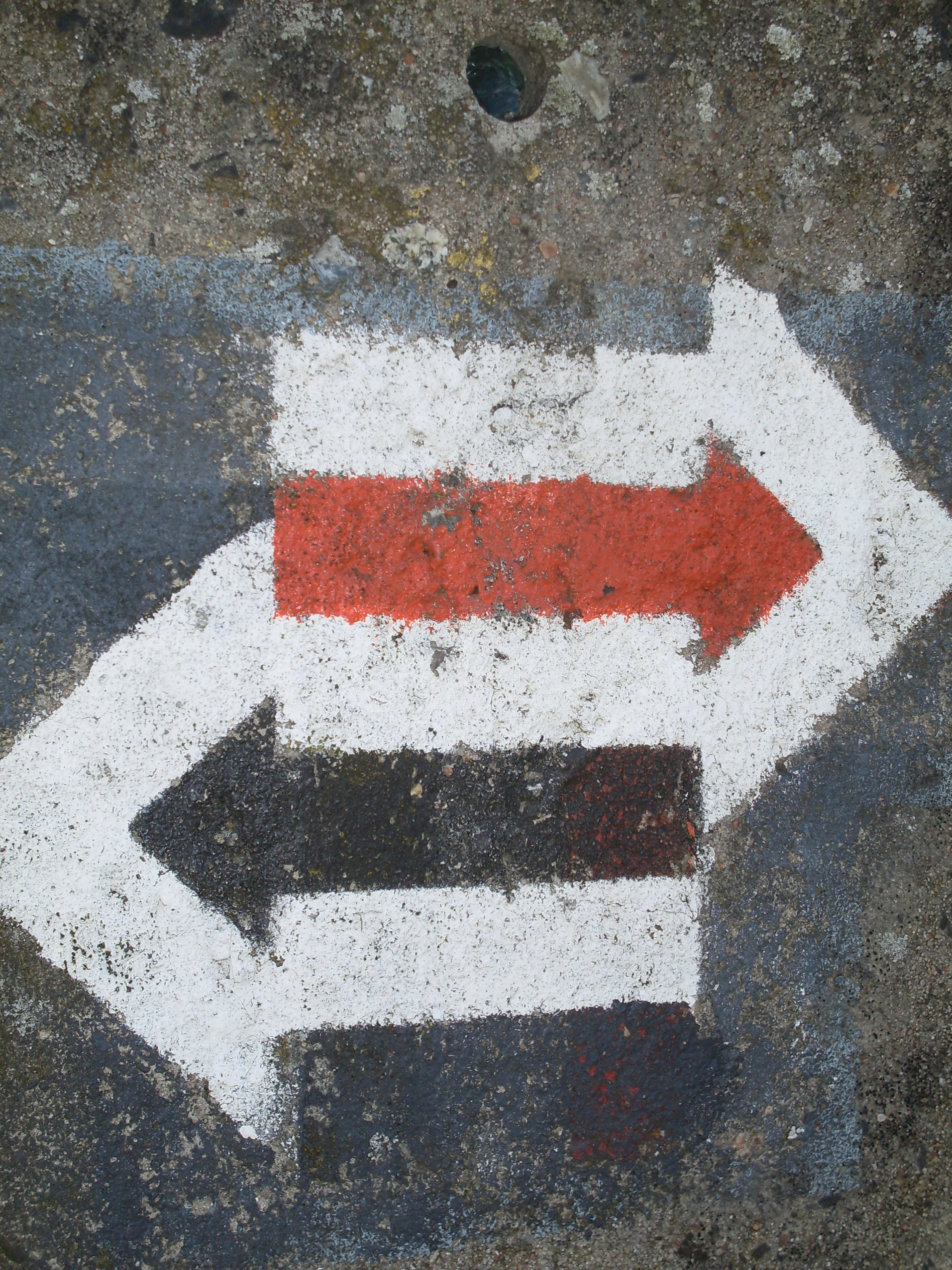
Oznaczenia szlaków PTTK w Tanowie

Szlak Puszczy Wkrzańskiej im. Stefana „Taty” Kaczmarka – czerwony pieszy  szlak turystyczny na terenie Puszczy Wkrzańskiej o długości ok. 45,5 km. Przebiega przez obszar miejski Szczecina i powiatu polickiego. 
Stefan „Tata” Kaczmarek (1907-1974) - założyciel i wieloletni prezes Szczecińskiego Klubu Turystycznego „88” był propagatorem krajoznawstwa wśród młodzieży. Doceniał urok Puszczy Wkrzańskiej.

## Przebieg
- Szczecin Głębokie
- leśniczówka Owczary
- Bartoszewo
- Tanowo
- Gunice
- Węgornik
- jez. Świdwie
- Zalesie
- Kniężyce
- Piaskowa Góra
- jez. Piaski
- Brzózki
- Trzebież

## Miejsca i obiekty o znaczeniu krajoznawczym
1. Jezioro Głębokie w Szczecinie
2. jez. Bartoszewo. Na wschód od Bartoszewa przy drodze wojewódzkiej nr 115 między Tanowem a Pilchowem znajduje się przystanek autobusowy linii 103.
3. jez. Świdwie
4. Pałac w Zalesiu
5. Ruiny opuszczonej leśniczówki Kniężyce
6. Wieża dostrzegalni przeciwpożarowej na Piaskowych Górach
7. jez. Piaski
8. Port i plaża nad Zalewem Szczecińskim oraz kościół w Trzebieży